# Camillo Filippi

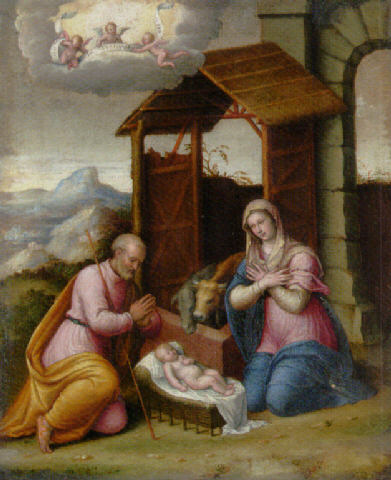
Narození Ježíše

Camillo Filippi (1500, Ferrara – 1574) byl italský malíř, jeho tvorba je datována do poloviny 16. století.

## Životopis
Camillo Filippi se narodil ve Ferraře. Byl učedníkem italského renesančního malíře Dosso Dossiho (c. 1490–1542). Maloval obrazy s historickými náměty. Byl poměrně úspěšným malířem. Obraz Zvěstování (Annunciation) na kůru kostela Santa Maria in Vado ve Ferraře je připsáno Camillo Filippimu. Stejně jako obraz Trojice (Trinity) v kostele jezuitů. Vytvořil freskový cyklus v kapli Zvěstování (Oratorio dell'Annunziata), kdysi zvaný Oratory Sant'Apollinare nebo Oratory Compagnia delle Morte v Borgo di Sotto ve Ferraře. Zemřel v roce 1574.
Jeho syn Sebastiano Filippi (Il Bastianino) se stal také významným místním malířem. I jeho mladší syn Cesare Filippi byl malíř. Cesare Filippi se narodil v roce 1536. Pomáhal svému otci i bratrovi Sebastianovi a vynikal v malování hlav a grotesek v ozdobném stylu, i když někdy se pokusil i o historické náměty. Ty jsou ovšem slabými napodobeninami stylu jeho bratra. Takový je i obraz Ukřižování v kostele La Morte. Cesare Filippi zemřel v roce 1602.